# Олава
Ола̀ва (на полски: Oława; на немски: Ohlau; на чешки: Olava) е град в Югозападна Полша, Долносилезко войводство. Административен център е на Олавски окръг, както и на селската Олавска община, без да е част от нея. Самият град е обособен в самостоятелна градска община с площ 27,36 km2.

## География
Градът се намира в историческата област Долна Силезия. Разположен е по двата бряга на реките Олава и Одра, на 27 километра югоизточно от Вроцлав и 13 километра северозападно от Бжег.

## История
Селището получава градски права през 1234 година.
В периода 1975 – 1998 г. е част от Вроцлавското войводство.

## Население
Населението на града възлиза на 32 883 души (2017 г.). Гъстотата е 1202 души/км2.
Демографско развитие

## Личности
Родени в града
- Георг Вилхелм Легницки – княз на Легницко-Воловско-Бжегското княжество
- Мария Клементина Собиеска – полска принцеса
- Йохан Баптист Алцог – немски теолог
- Алфред Прингсхайм – немски математик
- Херман Еберхард – немски изследовател
- Бернд Айщерт – немски химик
- Лотар Венцел – немски дипломат
- Ханс Клос – немски художник
- Гжегож Клешч – полски щангист
- Шимон Колецки – полски щангист

## Градове партньори
- Золочев, Украйна
- Оберасбах, Германия
- Ческа Тршебова, Чехия
- Сигету Мармацей, Румъния
- Субице, Полша
- Приоло Гаргало, Италия